# Роландо, Луиджи
Луиджи Роландо (итал. Luigi Rolando; (16 июня 1773, Турин — 20 апреля 1831) — выдающийся итальянский физиолог, профессор Туринского университета.
Изучал медицину в Турине, позже продолжил свое образование во Флоренции, где изучал гравюру, рисунок, анатомическое вскрытие и проводил микроскопические исследования нервной ткани.
С 1804 года он был профессором в университете Сассари, а в 1814 году был назначен профессором анатомии в Туринском университете.
Важнейшие труды: «Sulle cause delle quali dipende la vita negli esseri organizzati» (1807), «Supra la vera struttura del cervello dell’uomo e degli animali e supra le funzioni del systema nervoso» (1809), «Humani corporis fabricae ac fanctionum analysis» (1817), «Anatomes physiologica» (1819), «Inductions physiologiques et pathologiques sur les différents espèces d’excitabilité» (1822).